# Fernando Corena
Fernando Corena, nascut Fernando Korena (Ginebra, 22 de desembre del 1916 – Lugano, 26 de novembre, 1984) va ser un cantant d'òpera (baix), suís, especialitzat en papers de personatges còmics.
Nascut de mare italiana i pare turc, va començar els seus estudis teològics a la Universitat de Friburg amb la intenció de fer-se sacerdot, però més tard, després de guanyar un concurs, va decidir conrear la seva passió pel cant. Va estudiar per primera vegada a la seva ciutat natal durant dos anys (1937-38); després notat per Vittorio Gui, va anar a Milà, on va seguir els ensenyaments d'Enrico Romani.
Durant la guerra va cantar per a la ràdio suïssa, mentre que el seu debut oficial va tenir lloc el 1947 a Trieste com Varlaam a Borís Godunov. El 1948 va cantar al Maggio Musicale Fiorentino. El 1949 va debutar a La Scala en la primera representació dIl Cordovano de Goffredo Petrassi i l'any següent va participar en la primera representació de L'allegra brigata de Gian Francesco Malipiero.
Gràcies també a les seves excel·lents habilitats interpretatives, aviat es va dedicar gairebé exclusivament al repertori còmic, actuant als principals teatres italians i europeus (Viena, Salzburg, Londres, París) a les òperes de Mozart (Don Giovanni, Les noces de Fígaro, Così fan tutte), Rossini (El barber de Sevilla, L'italiana in Algeri, La Cenerentola), Donizetti (Don Pasquale, L'elisir d'amore), així com en Gianni Schicchi, Falstaff, La forza del destino (Melitone).
El 1954, va debutar a l'Òpera Metropolitana com a Leporello a Don Giovanni, un dels favorits, al costat de Cesare Siepi, amb qui es va associar sovint en el paper principal de Mozart i com a Don Bartolo a El barber de Sevilla de Rossini. Al Metropolitan, que es va convertir en el seu teatre preferit, va ser un habitual fins al 1978, i va participar en 723 funcions. També va cantar a Chicago, San Francisco, Buenos Aires.

## Repertori
| Rol                                | Títol                         | Autor        |
| ---------------------------------- | ----------------------------- | ------------ |
| Conte Rodolfo                      | La sonnambula                 | Bellini      |
| Un domatore                        | Lulu                          | Berg         |
| Don Lazzaro                        | La Clementina                 | Boccherini   |
| Dottor Bombasto                    | Arlecchino                    | Busoni       |
| Il Pedone di Schnals               | La Wally                      | Catalani     |
| Varbel                             | Lodoïska                      | Cherubini    |
| Rodrigo                            | L'osteria portoghese          | Cherubini    |
| Don Catapazio                      | Il credulo                    | Cimarosa     |
| Il maestro                         | Il maestro di cappella        | Cimarosa     |
| Dulcamara                          | L'elisir d'amore              | Donizetti    |
| Don Annibale Pistacchio            | Il campanello                 | Donizetti    |
| Sulpice                            | La Fille du régiment          | Donizetti    |
| Don Pasquale                       | Don Pasquale                  | Donizetti    |
| Mathieu                            | Andrea Chénier                | Giordano     |
| Lejeune                            | Leonora 40/45                 | Liebermann   |
| Semplicio                          | L'allegra brigata             | Malipiero    |
| Lescaut                            | Manon                         | Massenet     |
| Le Bailli                          | Werther                       | Massenet     |
| Re Baldassarre                     | Amahl e i visitatori notturni | Menotti      |
| Archibaldo                         | L'amore dei tre re            | Montemezzi   |
| Osmin                              | Die Entführung aus dem Serail | Mozart       |
| Bartolo Figaro                     | Le nozze di Figaro            | Mozart       |
| Leporello                          | Don Giovanni                  | Mozart       |
| Don Alfonso                        | Così fan tutte                | Mozart       |
| Varlaam                            | Boris Godunov                 | Mússorgski   |
| Barnabé                            | Il maestro di cappella        | Paër         |
| Uberto                             | La serva padrona              | Paisiello    |
| Marmeladoff                        | Delitto e castigo             | Pedrollo     |
| Cannizares                         | Il Cordovano                  | Petrassi     |
| Alvise Badoero                     | La Gioconda                   | Ponchielli   |
| Nikolaj Bolkonskij Balaga          | Voina i mir                   | Prokófiev    |
| Geronte                            | Manon Lescaut                 | Puccini      |
| Colline Schaunard Alcindoro Benoit | La bohème                     | Puccini      |
| Sagrestano                         | Tosca                         | Puccini      |
| Lo zio Bonzo                       | Madama Butterfly              | Puccini      |
| Gianni Schicchi Simone             | Gianni Schicchi               | Puccini      |
| Ping                               | Turandot                      | Puccini      |
| Don Magnifico                      | La Cenerentola                | Rossini      |
| Martino                            | L'occasione fa il ladro       | Rossini      |
| Mustafà                            | L'italiana in Algeri          | Rossini      |
| Prosdocimo                         | Il turco in Italia            | Rossini      |
| Bartolo                            | El barber de Sevilla          | Rossini      |
| Gessler                            | Guglielmo Tell                | Rossini      |
| Monterone Sparafucile              | Rigoletto                     | Verdi        |
| Samuele                            | Un ballo in maschera          | Verdi        |
| Fra' Melitone                      | La forza del destino          | Verdi        |
| Ramfis Il Re                       | Aïda                          | Verdi        |
| Lodovico                           | Otello                        | Verdi        |
| Sir John Falstaff                  | Falstaff                      | Verdi        |
| Lunardo                            | I quatro rusteghi             | Wolf-Ferrari |

## Discografia
Òpera

- Aida (Re), amb Renata Tebaldi, Mario Del Monaco, Ebe Stignani, Aldo Protti, dir. Alberto Erede - 1952 Decca
- Don Giovanni, amb Cesare Siepi, Lisa Della Casa, Suzanne Danco, Anton Dermota, dir. Josef Krips - 1955 Decca
- Le nozze di Figaro (Bartolo), amb Cesare Siepi, Alfred Poell,  Hilde Gueden, Lisa Della Casa, Suzanne Danco, dir. Erich Kleiber - 1955 Decca
- L'elisir d'amore, amb Giuseppe Di Stefano, Hilde Gueden, Renato Capecchi, dir. Francesco Molinari-Pradelli - 1955 Decca
- La bohème, amb Victoria de los Ángeles, Jussi Björling, Robert Merrill, Lucine Amara, Giorgio Tozzi, dir. Thomas Beecham - 1956 RCA/HMV
- Don Giovanni, amb Cesare Siepi, Elisabeth Grümmer, Lisa Della Casa, Léopold Simoneau, Rita Streich, Walter Berry, dir. Dimitri Mitropoulos - dal vivo Festival di Salisburgo 1956 - Sony
- Il barbiere di Siviglia, amb Robert Merrill, Roberta Peters, Cesare Valletti, Giorgio Tozzi, dir. Erich Leinsdorf - 1958 RCA
- Aida (Re), amb Renata Tebaldi, Carlo Bergonzi, Giulietta Simionato, Cornell MacNeil, dir. Herbert von Karajan - 1959 Decca
- Il maestro di cappella, dir. Argeo Quadri - 1960 Decca
- Il barbiere di Siviglia, amb Manuel Ausensi, Teresa Berganza, Ugo Benelli, Nicolai Ghiaurov, dir. Silvio Varviso - 1964 Decca
- Don Pasquale, amb Graziella Sciutti, Juan Oncina, Tom Krause, dir. István Kertész - 1965 Decca

Recital

- Àries operístiques per a baix - Classic Recital - Fernando Corena/James Walker/Gianandrea Gavazzeni/Orchestre de la Suisse Romande/Orchestra del Maggio Musicale Fiorentino, 1957 Decca
- Corena - In Orbit (Vol. 10) - Fernando Corena/Cliff Adams Singers/Orchestre de la Suisse Romande/Ernesto Nicelli/Alberto Erede/Iller Pattacini, Decca